# Кубок ірландської ліги з футболу 2011
Кубок ірландської ліги 2011 — 38-й розіграш Кубка ірландської ліги. Переможцем вдесяте став Деррі Сіті.

## Календар
| Раунд            | Дата               | Матчі | Клуби   |
| ---------------- | ------------------ | ----- | ------- |
| Попередній раунд | 14 березня 2011    | 2     | 27 → 25 |
| Перший раунд     | 25-30 березня 2011 | 9     | 25 → 16 |
| 1/8 фіналу       | 25 квітня 2011     | 8     | 16 → 8  |
| 1/4 фіналу       | 6-28 червня 2011   | 4     | 8 → 4   |
| 1/2 фіналу       | 8-23 серпня 2011   | 2     | 4 → 2   |
| Фінал            | 24 вересня 2011    | 1     | 2 → 1   |

## Попередній раунд
| Команда 1          | Рахунок | Команда 2         |
| ------------------ | ------- | ----------------- |
| 14 березня 2011    |         |                   |
| Солтхілл Девон (2) | 2:0     | Фанад Юнайтед (3) |
| Лонгфорд Таун (2)  | 2:1     | Атлон Таун (2)    |

## Перший раунд
| Команда 1           | Рахунок | Команда 2             |
| ------------------- | ------- | --------------------- |
| 25 березня 2011     |         |                       |
| Коб Рамблерс (3)    | 1:3     | Вексфорд Ютс (2)      |
| 28 березня 2011     |         |                       |
| Мерву Юнайтед (2)   | 1:0 дч  | Фінн Гарпс (2)        |
| Керрі Ліга (-)      | 0:1     | Лімерик (2)           |
| Голвей Юнайтед      | 1:3     | Кокхілл Селтік (3)    |
| Солтхілл Девон (2)  | 2:4 дч  | Деррі Сіті            |
| Шелбурн (2)         | 4:0     | Карлоу (3)            |
| Лонгфорд Таун (2)   | 2:3     | ЮКД                   |
| Брей Вондерерз      | 0:1     | Дрогеда Юнайтед       |
| 30 березня 2011     |         |                       |
| Трейлі Дайнамос (3) | 0:4     | Вотерфорд Юнайтед (2) |

## 1/8 фіналу
| Команда 1            | Рахунок         | Команда 2             |
| -------------------- | --------------- | --------------------- |
| 25 квітня 2011       |                 |                       |
| Лімерик (2)          | 1:0             | Вотерфорд Юнайтед (2) |
| Деррі Сіті           | 2:1             | Мерву Юнайтед (2)     |
| Монахан Юнайтед (2)  | 2:1 дч          | Дандолк               |
| Сент-Патрікс Атлетік | 1:1 дч пен. 3:1 | Шемрок Роверс         |
| Вексфорд Ютс (2)     | 0:1             | Корк Сіті             |
| Кокхілл Селтік (3)   | 0:4             | Слайго Роверз         |
| Шелбурн (2)          | 4:2             | Богеміан              |
| Дрогеда Юнайтед      | 2:3             | ЮКД                   |

## 1/4 фіналу
| Команда 1      | Рахунок | Команда 2            |
| -------------- | ------- | -------------------- |
| 6 червня 2011  |         |                      |
| Корк Сіті      | 2:1     | Сент-Патрікс Атлетік |
| 27 червня 2011 |         |                      |
| ЮКД            | 0:3     | Деррі Сіті           |
| Шелбурн (2)    | 1:2     | Слайго Роверз        |
| 28 червня 2011 |         |                      |
| Лімерик (2)    | 5:0     | Монахан Юнайтед (2)  |

## 1/2 фіналу
| Команда 1      | Рахунок         | Команда 2     |
| -------------- | --------------- | ------------- |
| 8 серпня 2011  |                 |               |
| Корк Сіті      | 3:1 дч          | Лімерик (2)   |
| 23 серпня 2011 |                 |               |
| Деррі Сіті     | 3:3 дч пен. 5:3 | Слайго Роверз |

## Фінал
| 24 вересня 2011 20:00 (EEST) |

| Корк Сіті | 0:1      | Деррі Сіті      |
| --------- | -------- | --------------- |
|           | Протокол | Заєд 66' (пен.) |

| Тернерс Кросс, Корк Глядачів: 4 164 Арбітр: Пол Тюіт |